# Vrâncioaia
Vrâncioaia es una comuna ubicada en el distrito de Vrancea, Rumania.

## Superficie
Posee una superficie de 57,99 kilómetros cuadrados.

## Demografía
Hasta 2021 la población era de 2162 habitantes, con una densidad de población de 37,28 habitantes por kilómetro cuadrado.